# Archipel Madre de Dios
Pour les articles homonymes, voir Madre de Dios.
L'archipel Madre de Dios est situé au large des cotes sud-est de l'océan Pacifique situé dans la partie australe du Chili, entre le golfe de Penas au nord et le détroit de Magellan au sud. 

## Géographie
Il est constitué par les îles Madre de Dios et Duque de York, les deux principales, ainsi que par les îles Guarello, Tarlton, Caracciolo, Ramón (ceb) de taille moyenne, et enfin par de nombreux îlots et rochers émergés.
L'archipel est délimité au nord par le canal Trinidad (es), à l'est par le canal Concepción (es), au sud et à l'ouest par l'océan Pacifique.
Il est rattaché administrativement à la province de Última Esperanza, dans la région de Magallanes et de l'Antarctique chilien. 
Les parties sud et est de l'archipel font partie de la réserve nationale Alacalufes. La partie nord-ouest en est exclue, en particulier les îles Madre de Dios et Guarello, qui ont été données en location à la Compañía de Acero del Pacífico.

## Histoire
Depuis environ 6 000 ans, les côtes de cet archipel à l'instar d'autres archipels et îles voisins, étaient habitées par le peuple autochtone kawésqar. Au début du XXIe siècle, ce peuplement a pratiquement disparu[réf. nécessaire].